# One-Pound Gospel
Pour les articles homonymes, voir Gospel (homonymie).
One-Pound Gospel (1ポンドの福音, Ichi-Pondo no Fukuin) est un manga japonais de Rumiko Takahashi. Il a été adapté en anime et en drama.

## Présentation
Kosaku Hatanaka est un jeune boxeur poids plume de 19 ans. Il a un gros appétit et doit souvent se mettre à la diète avant un combat pour ne pas dépasser le poids autorisé, ce qui ne le met pas en bonne condition pour le match qu'il perd souvent.
Il est amoureux d'une nonne, sœur Angela, qu'il vient voir fréquemment pour se confesser, ou plutôt pour la voir. Le jour où il se déclare, elle le rejette violemment même si elle continue à s'inquiéter pour lui et l'encourage de plus belle.
Il va cependant se remettre en compte professionnellement lorsque sœur Angela vient le soutenir et gagne un combat qui semblait perdu d'avance. Il doit aussi faire face aux colères de son coach qui ne supporte pas son appétit insatiable.

## Personnages
Kosaku Hatanaka
Personnage principal de One-Pound Gospel, Kosaku est un jeune boxeur professionnel poids plume de 19 ans. Il est très gourmand, ce qui lui pose des problèmes de poids pour rester dans sa catégorie. Il aime sœur Angela auprès de laquelle il va se confesser régulièrement.
Sœur Angela
Personnage féminin principal de One-Pound Gospel. Sœur Angela est une aspirante religieuse travaillant à l'école maternelle Sainte Marie, qui éprouve malgré tout des sentiments envers Kosaku.
Coach Mukaida
Mukaida est le coach de Kosaku et gérant du gymnase Mukaida. Il passe son temps à devoir surveiller Kosaku pour son régime et est souvent désespéré.

## Liste des chapitres
- Volume 1 (1989)
  - Le pécheur et la balance (1987)
  - L'agneau sur le billot (1988)
  - Ce qu'il reste des rêves (1988)

- Volume 2 (1990)
  - L'agneau ressuscité (1989)
  - L'agneau qui se signa (1990)

- Volume 3 (1996)
  - Un agneau pour l'abattoir (1991)
  - Les larmes d'un agneau (1992)
  - L'agneau perdu (1996)

- Volume 4 (2007)
  - Le restaurant de l'agneau (1998)
  - Le futur de l'agneau (2001)
  - La promesse de l'agneau (2006 - 2007)

## OAV
Il couvre une grande partie du premier chapitre.

### Fiche technique
- Réalisation : Makura Saki (pseudonyme de Osamu Dezaki)
- Character design : Katsumi Aoshima
- Créateur original : Rumiko Takahashi
- Musique : Takayuki Otsuki
- Animation : Studio Gallop
- Durée : 50 minutes
- Date de sortie au Japon : 1988

### Doublage
- Tōru Furuya : Kousaku Hatanaka
- Kuroki Meisa : Sœur Angela
- Ichirō Nagai : Coach Mukaida

## Drama

### Distribution
- Kazuya Kamenashi du groupe KAT-TUN : Kousaku Hatanaka
- Meisa Kuroki : Sœur Angela
- Ryousuke Yamada du groupe Hey! Say! JUMP : Katsumi Mukoda
- Ken Mitsuichi : Mitaka Hideo
- Satomi Kobayashi : Seiko Mukoda